# Antonio Rusconi (storico)
Antonio Rusconi (Novara, 30 dicembre 1829 – Novara, 28 maggio 1889) è stato un avvocato, storico e archeologo italiano.

## Biografia

### Origini e gioventù
Nacque a Novara il 30 dicembre 1829 (Carlo Negroni anticipò la data di nascita al 16 novembre 1828, nel necrologio dedicato all'amico e collega), discendente da parte di madre del rinomato storiografo Lazzaro Agostino Cotta. Si riteneva appartenente alla nobile famiglia Rusca, discendente nello specifico di Giovanni Rusca, conte di Lugano dal 1434. In gioventù si dedicò con passione alla composizione in versi, raccolti in seguito in un volume che la famiglia al momento della morte ancora conservava.
La forte vena patriottica si vide trasposta in vari opuscoli pubblicati nel 1848 su argomenti quali l'Assedio di Torino e le figure storiche di Ezzelino da Romano, Masaniello e Pietro Micca. All'arma della penna accostò l'impegno concreto, divenendo segretario del Consiglio di disciplina della Milizia Nazionale di Novara, per la quale combatté nelle guerre di indipendenza e raggiunse il grado di sottotenente. Prese parte alla battaglia della Bicocca del 23 marzo 1849.

### Formazione ed attività lavorativa

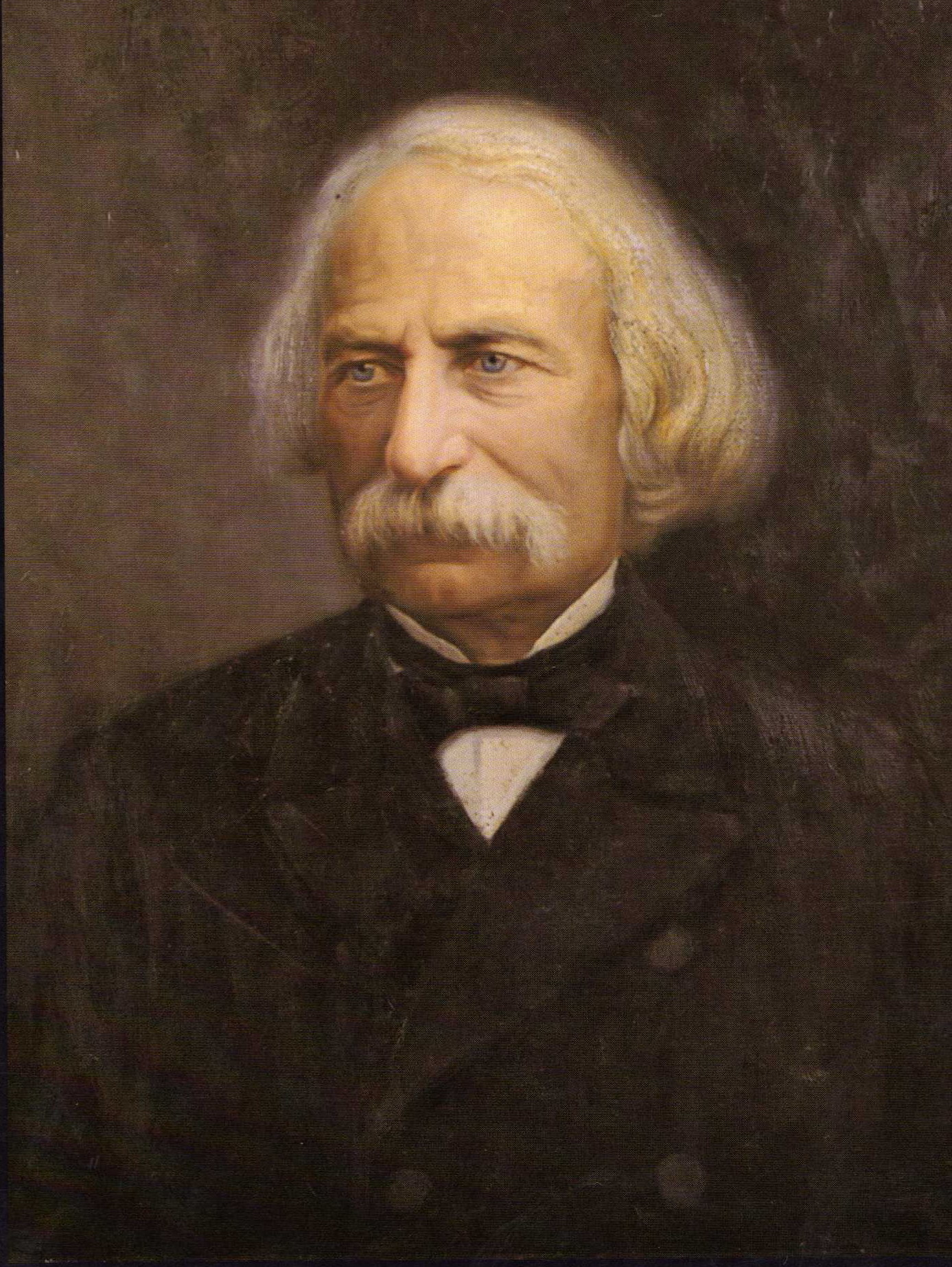
Carlo Negroni, collega e collaboratore di Rusconi

Nel giugno 1854 conseguì la laurea in giurisprudenza all'Università di Torino col massimo dei voti, esercitando poi nella città natale l'attività di avvocato, facendo pratica inizialmente presso gli avvocati Giovanni Battista Cassinis e Carlo Negroni. L'abilità e la conoscenza di quel campo gli valsero dapprima una folta clientela, quindi la cattedra di diritto e procedura civile presso le scuole secondarie nel 1860, succedendo in tale docenza allo stesso Carlo Negroni, che si era dovuto dimettere in quanto eletto deputato. Al 1864 risale la sua prima pubblicazione, Scritti legali, mentre decennio successivo lo sappiamo collaboratore corrispondente della Gazzetta dei Tribunali di Genova. Nel 1885 risultava ancora tra gli avvocati del tribunale di Novara.

### La fama
Parallelamente al successo dell'attività forense giunse anche la fama di valente studioso di storia ed archeologia, passione che coltivava nel tempo libero.
Nel 1874 fu chiamato dall'ingegnere Giuseppe Fassò a collaborare con la Società Archeologica pel Museo Patrio Novarese, fondata dallo stesso Fassò, assieme a personalità di spicco della scena culturale novarese quali lo storico Carlo Morbio, il numismatico Pietro Caire, Raffaele Tarella e lo storico dell'Ossola Enrico Bianchetti. Alla società donò numerosi cimeli, tra cui monete, medaglie e manoscritti del Cotta, e raccolse una vasta collezione di materiale documentario, soprattutto relativo all'isola di San Giulio d'Orta. Tuttavia la società, dopo il brillante periodo iniziale, declinò rapidamente, ricevendo il colpo di grazia nel 1889, alla morte dello stesso Rusconi, che ne era il principale contributore.
La fama acquisita in ambito storico e archeologico gli valse prestigiosi incarichi. Nel 1876 la città di Novara lo nominò membro della Commissione Provinciale per i Monumenti ed oggetti d'arte e di antichità, sorta l'anno precedente ma ancora inattiva, per la quale intraprese la prima campagna di rivalutazione del Castello di Novara, dimostrando buona sensibilità sui relativi problemi di conservazione; lo stesso anno l'Accademia Araldico-Genealogica lo investì proprio rappresentante per Novara; nel 1877 divenne socio corrispondente della Regia Deputazione di Storia Patria; nel 1878 entrò nella società dell'Archivio Storico Lombardo. Col regio decreto del 28 agosto 1879, il Ministero della pubblica istruzione lo nominò Ispettore degli scavi e monumenti di antichità per la provincia di Novara. Nel 1880 fu infine chiamato alla direzione della predetta Commissione conservatrice, nel cui contesto si inseriscono diverse richieste di consulenza al valsesiano Giuseppe Fassò sulla conservazione dei monumenti novaresi e sull'abside della chiesa di San Marco a Vercelli, consulenze che accrebbero la fama di quest'ultimo come esperto locale di tutela architettonica.
Nel 1881 fu eletto membro dell'amministrazione della biblioteca cittadina, alla quale donò negli anni seguenti una mole non indifferente di opere e documenti storici: nel 1882 l'archivio del soppresso Capitolo dell'Isola di Orta, contenente documenti dal IX al XIV secolo, assieme a diplomi imperiali anteriori al Mille, una Bibbia dell'XI secolo (Codice Membranacco), molte carte sul Ducato longobardo di San Giulio ed il seguente principato vescovile della Riviera di San Giulio; nel 1886 i tre volumi del Codex Astensis pubblicati a cura di Quintino Sella, con rari volumi dell'Archivio Glottologico pubblicati da Graziadio Isaia Ascoli; nel 1887 cinque volumi di suoi manoscritti, due volumi di miscellanea sulla Riviera d'Orta, un imponente volume di manoscritti ed autografi, assieme a documenti e lettere dei vescovi di Novara dal 1283, alcuni scritti ed un ritratto ad olio di Lazzaro Agostino Cotta.
Studiosi del calibro di Cesare Cantù, Carlo Dionisotti Casalone, Angelo Angelucci e Domenico Carutti nutrivano per Rusconi grande stima ed affetto.

### Ultimi anni
Nel dicembre 1885 il Comitato Centrale della Croce Rossa Italiana lo affiancò a Carlo Negroni e al Maggiore dell'Esercito Cesare Massara per l'organizzazione del nuovo Sotto Comitato di Sezione di Novara. Il Comitato Nazionale non riteneva che il gruppo di donne capitanato da Giuseppina Prato Previde Colombani, che aveva concepito l'iniziativa, fosse in grado di gestire autonomamente la nuova organizzazione.
Dopo una lunga malattia, si spense alle 2 del mattino del 28 maggio 1889. Il funerale fu celebrato il giorno successivo, vi partecipò una folla imponente.

## Lo storico

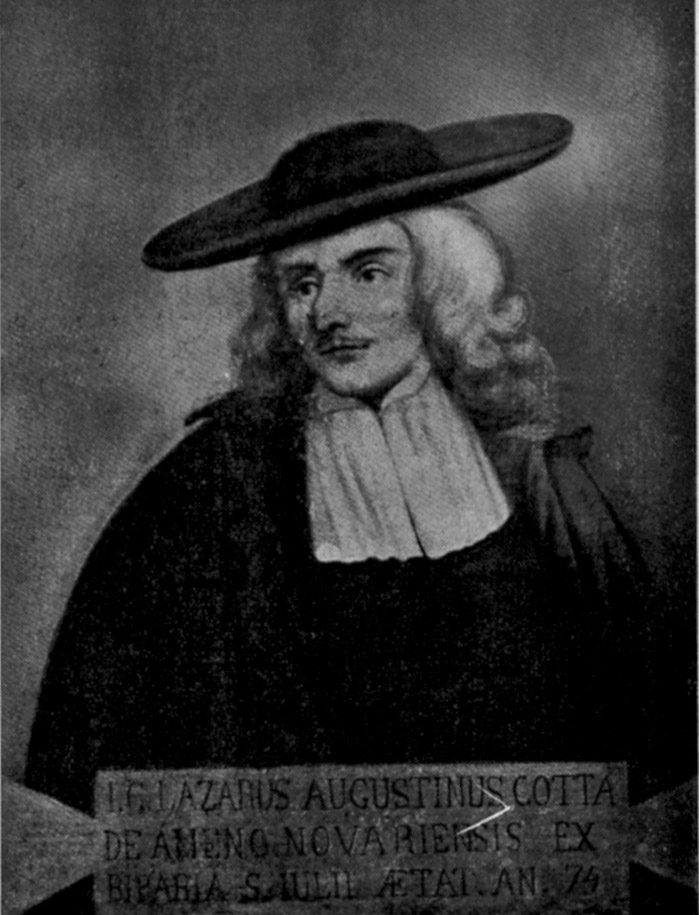
Lazzaro Agostino Cotta, avo di Rusconi

Amante della storia, al pari dell'avo Lazzaro Agostino Cotta, e della sua terra, nel tempo libero dagli impegni forensi si dedicò anima e corpo allo studio delle vicende novaresi, dei suoi dialetti, dei fatti noti e meno noti. Si impegnò anche economicamente, mediante l'acquisto di antichi cimeli e documenti, donati poi alla città di Novara, che lo ebbe sempre in grande considerazione.
Nell'introduzione a Le origini novaresi del 1875, Rusconi delineò alcuni tratti del suo approccio alle indagini storiche, sottolineando in quali aspetti si differenziò dai suoi predecessori. Riguardo al toponimo Novara, ritenne le affermazioni di Gaudenzio Merula, Carlo Bascapè e Pietro Azario delle mere puerilità etimologiche, non più degne di considerazione nel XIX secolo. Nel più ampio contesto dell'indagine sulle origini del Novarese reputò il Saggio de primi abitatori del novarese di Michel'Angelo Leonardi un lavoro privo di metodo, guidato dai preconcetti, sdegnoso delle minute indagini locali e non supportato dalle potenzialità dell'etnologia e della filologia. Leonardi pose il quesito corretto, si avvicinò alla risposta ma non la seppe cogliere, al pari di Siro Severino Capsoni per la storia pavese e Jacopo Durandi per quella vercellese. A differenza di questi ultimi, Rusconi ritenne di aver adottato un metodo logico ed inflessibile, basato sulla filologia comparata, che gli consentì di giungere alle risposte che cercava. Riesaminandone le proposte etimologiche, la studiosa Maria Carla Uglietti ha riscontrato gli influssi delle opere di Francesco Antonio Bianchini e Giovanni Flechia.

### Critiche
Numerose critiche mosse a Rusconi attaccarono le proposte etimologiche dei nomi, reputate mere congetture e talora acriticamente riproposte da altri autori. Alcuni esempi:
- il toponimo Cusio dall'etnonimo degli Usii[27];
- il toponimo Oscella (l'antico nome dell'Ossola) dall'etnonimo degli Osci, da questa somiglianza supposti antichi abitatori del lago d'Orta[28];
- il toponimo Mortara dall'espressione Mont'aria o Mons aria, poiché la cittadina sarebbe posta sullo stesso altopiano di Novara (anticamente Novaria)[29];
- il toponimo Pombia (in latino Plumbia) derivato dalla corruzione ed abbreviazione dell'espressione Pontis via[30];
- il toponimo Momo derivato dal nome del dio greco Momos (lat. Momus), personificazione del sarcasmo, figlio della Notte e del Sonno[31];
- i toponimi Cameri e Bellinzago, presso il luogo della Battaglia del Ticino 218 a.C. tra Annibale e Publio Cornelio Scipione, rispettivamente derivati da Campus Romanus (sincopato in Cam-Rom) e Annibalis Ager (Campo di Annibale)[32];
- l'etnonimo Ittimoli (o Ictimoli) non designante una specifica popolazione, quanto piuttosto l'attività del minatore[33].

Nella recensione della seconda parte de Le Origini Novaresi, la rivista Rivista Europea, pur lodando lo sforzo e il risultato dell'autore, sottolineò che
(Da Rivista Europea, 16 maggio 1877)
Tuttavia le critiche non si limitano all'ambito etimologico. Sul Bullettino di paletnologia italiana del 1876, lo studioso parmense Luigi Pigorini dedicò un lungo articolo a Le Origini novaresi, confutando numerosi passi dell'opera dal punto di vista paletnologico:

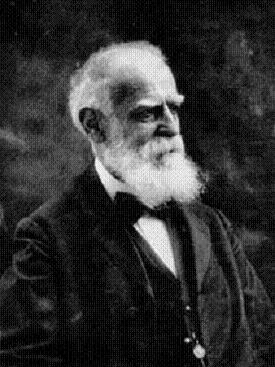
Luigi Pigorini, critico dell'opera di Rusconi dal punto di vista paletnologico

- disquisendo sulle popolazioni autoctone dell'Europa di razza mongola scalzate in epoca preistorica da genti di stirpe ariana, Rusconi riportò la tesi ampiamente condivisa che gli autoctoni avessero statura decisamente minore ed opinò che i loro ultimi discendenti abitassero ancora in Lapponia; Pigorini rigettò quest'ultima opinione, essendo ormai da tempo appurato che i Lapponi vissero sempre nelle estreme regioni settentrionali, senza mai spingersi nemmeno nella Scandinavia meridionale;
- Rusconi affermò che i colonizzatori dell'Europa giunsero dall'Asia attraverso l'istmo di Suez, il Nordafrica e lo stretto di Gibilterra; a riprova di ciò, i dolmen furono trovati in tutte le aree visitate da questi popoli: Spagna, Italia, Danimarca, lungo la costa sud-occidentale della penisola indiana (Malabar) e sulla catena dell'Atlante; Pigorini confutò l'affermazione, adducendo che la paletnologia aveva ormai appurato che i dolmen non erano peculiarità di una singola popolazione e che quindi non costituivano prove a supporto di tali affermazioni;
- nel dimostrare il passaggio in Nordafrica delle future popolazioni europee, Rusconi addusse quale prova paletnologica la corrispondenza tra armi e utensili in pietra recentemente trovati in Liguria e con gli oggetti a quel tempo utilizzati dai Berberi; Pigorini concordò che paletnologia ed etnologia comparata avessero effettivamente dimostrato che i popoli selvaggi attuali utilizzavano oggetti in pietra identici a quelli fabbricati in epoca preistorica, ma azzardata la correlazione proposta da Rusconi, poiché tale logica giustificherebbe addirittura un collegamento tra i suddetti utensili liguri e quelli utilizzati a quel tempo dagli aborigeni australiani;
- Rusconi affermò che nel Novarese mancava una vera e propria età della pietra, dato che gli studi sugli insediamenti preistorici avevano mostrato che vi si lavoravano sia la pietra che il bronzo; Pigorini appuntò che quasi tutti i ritrovamenti nel Novarese provenivano dal fondo di laghi e paludi, quindi non era possibile determinare se fossero o meno coevi; di conseguenza, non essendo ancora disponibili approfondite indagini paletnologiche sui primi abitatori del Novarese, non era possibile trarre conclusioni, dovendosi limitare ad osservare i fatti;
- a riprova delle proprie affermazioni, Rusconi citò diverse volte le prime opere di Bartolomeo Gastaldi; Pigorini affermò in tali opere Gastaldi era ancora inesperto nell'ambito della paletnologia e diverse sue conclusioni (alcune delle quali riportate da Rusconi) si erano in seguito rivelate erronee;
- ragionando sugli oggetti di bronzo rinvenuti nelle torbiere novaresi, Rusconi asserì che l'arte di lavorare il bronzo nel Novarese fu importata dagli Etruschi verso il 1000 a.C., citando Gabriel de Mortillet come fonte; Pigorini fece notare che il passo di De Mortillet si riferiva in realtà all'introduzione della lavorazione del ferro nelle terramare dell'Emilia.

Nell'ambito della storia dell'arte, nel 1906 Rusconi fu aspramente criticato da Antonio Massara, il quale lo affermava appartenere alla schiera di studiosi che quando pur si degnavano di uno sguardo le modeste espressioni dell'arte nostra medievale, non era che per farle risalire per quanto fosse possibile nel buio voluto dei secoli e circondarle delle nebbie supposte delle ipotesi. Massara citò come esempio l'opinione del Rusconi secondo la quale un frammento del mosaico romanico dell'antico duomo proveniva dal pavimento di un tempio pagano, rintracciando in esso i simboli di un antico culto solare: opinione totalmente in disaccordo con la realtà ormai provata e confermata che l'arte romanica ereditò, restaurò e reinterpretò i simboli dell'antichità.
Lo storico Giancarlo Andenna, riferendosi allo specifico episodio dell'asportazione dei restanti documenti dall'archivio dell'isola di San Giulio, nel 2005 ha reputato l'operato di Rusconi alla stregua di un vero e proprio furto, perpetrato da un sedicente storico e bibliofilo, dannoso ben oltre lo smembramento dell'archivio stesso avvenuto durante il periodo napoleonico.

### Apprezzamenti
Nel 1987 la studiosa Maria Carla Uglietti, controbilanciandone il giudizio complessivo in sede storica, ha ricordato come il Rusconi fosse attento ai progressi degli studi storici del suo tempo. Nello specifico, mettendo in pratica le indicazioni di metodo fornite dalla nascente archeologia preistorica, avviata in Italia solo negli anni '70 del XIX secolo, applicò la tecnica di lettura stratigrafica del terreno: studiò la geologia del Novarese, prelevò campioni di terreno, annotò la profondità dei diversi livelli di frequentazione, descrisse e cercò di motivare storicamente le sequenze stratigrafiche riscontrate.

## Opere
Rusconi concepì numerose opere, tuttavia lasciò inedita buona parte dei suoi scritti.
- Le origini novaresi, Novara, Pasquale Rusconi:
  -  Parte prima, 1875;
  -  Parte seconda, 1877.
- Antonio Rusconi, Carlo Morbio, Pietro Caire, Giuseppe Fassò, Pietro Zambelli, Carlo Negroni, Giorgio Imazio, Carlo Cerruti e Raffaele Tarella, Monografie Novaresi, Novara, Tip. Miglio, 1877:
  - Compendio di Storia Novarese, periodo Romano e preromano, pp. 1-20;
  - Il Castello di Novara, pp. 137-160;
  - Il Museo Novarese, pp. 315-319.
- Gli Ictimoli ed i Bessi nel vercellese e nel novarese, Novara, Tip. Pasquale Rusconi, 1877.
- I parlari del Novarese e della Lomellina, Novara, 1878.
- Lodovico il Moro e sua cattura, Novara, Tip. Rusconi, 1878.
- L'Archivio di S. Giulio d'Orta e la Contessa Adelaide di Torino, Novara, Tip. F.lli Miglio, 1882.
- Assedio di Novara (1495): documenti inediti, Novara, Tip. F.lli Miglio, 1884.
- Massimiliano Sforza e la battaglia dell'Ariotta: documenti inediti (PDF), Milano, F. Manini, 1885.
- I conti di Pombia e di Biandrate secondo le carte novaresi, Milano, F. Manini, 1885.
- Il lago d'Orta e la sua riviera, Torino, Tip. legale, 1887.

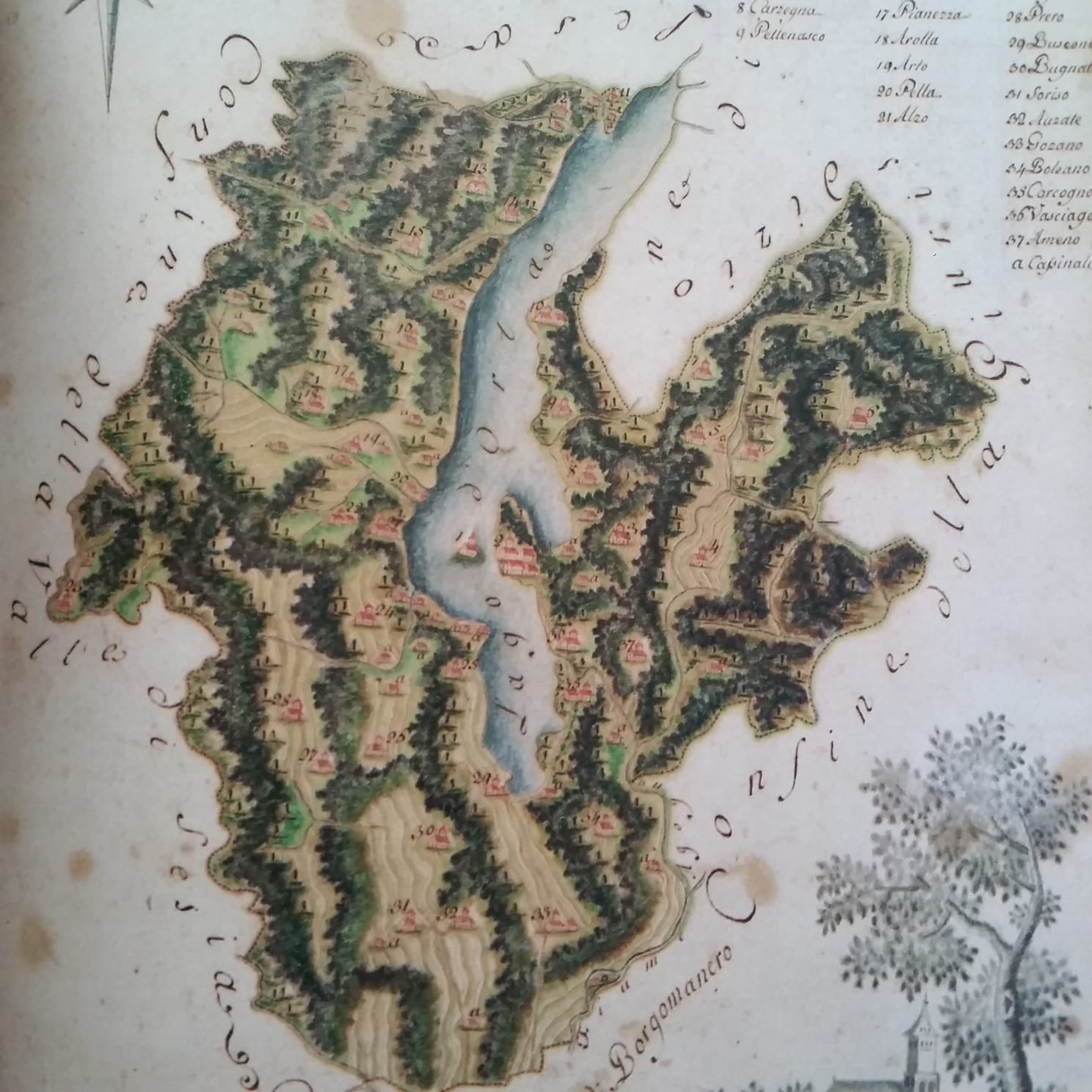
La Riviera di San Giulio raffigurata nell'opera Il lago d'Orta e la sua riviera del 1887

Altre opere, pubblicate come opuscoli dalla Società Archeologica per il Museo Patrio Novarese o sul giornale La Vedetta:
- Biandrate e i suoi conti, gennaio 1875;
- Il castello di Novara, marzo 1875;
- Il lago Cusio, aprile 1875;
- I campi Raudii, giugno 1875;
- I Novaresi e la Lega Lombarda, agosto 1875;
- Rassegna, luglio 1877;
- Documenti inediti sugli avvenimenti politici del 1848, novembre 1880;
- Il mosaico antico della Cattedrale di Novara, settembre 1882;
- La popolazione di Novara antica e odierna, gennaio 1884;
- Il cippo di L. Valerio Augustale scoperto sotto il Duomo di Novara, 1884.

Numerosi furono anche gli scritti pubblicati su riviste di Torino, Firenze e Milano, tra cui:
- I Conti di Biandrate, in Omaggio della Società storica lombarda al VII centenario della battaglia di Legnano, Milano, G. Brigola, 1876,  pp. 183-202.

### Archivio
L'archivio personale di Antonio Rusconi fu depositato presso l'Archivio di Stato di Novara il 20 marzo 1972 dalla Biblioteca Civica di Novara. Il fondo archivistico derivante comprende documenti relativi sia all'attività professionale di avvocato che agli studi storici. Sono incluse carte di natura privata, riguardanti Giacomo Giovanetti e l'avo Lazzaro Agostino Cotta, ed ecclesiastica (lettere di alcuni vescovi novaresi e alcune carte della Chiesa dell'isola di San Giulio d'Orta). È presente anche un buon numero di documenti risorgimentali utilizzati durante l'Esposizione di Torino del 1884.

## Riconoscimenti
Il comune di Novara gli ha intitolato una via, traversa di via delle Rosette, nel quartiere Sant'Andrea.

### Recensioni
- Biandrate e i suoi Conti, Il Castello di Novara, Il Lago Cusio, I Campi Raudii su Giornale araldico-genealogico-diplomatico (1875)
- Le origini novaresi - Parte I su Archivio Storico Lombardo (1876)
- Ludovico il Moro e sua cattura in Novara e Le Origini Novaresi, I parlari del novarese, Ictimuli e Bessi su Gazzetta Letteraria (1878)
- I parlari del Novarese e della Lomellina su Archivio Storico Italiano (1878)
- Il mosaico antico della cattedrale di Novara su Il Bibliofilo - Giornale dell'arte antica e moderna (1883)
- L'assedio di Novara e La polazione di Novara antica e odierna su Il Bibliofilo - Giornale dell'arte antica e moderna (1884)
- Massimiliano Sforza e la battaglia dell'Ariotta su Nuova antologia di scienze, lettere ed arti (1885)

| Controllo di autorità | VIAF (EN) 31053911 · ISNI (EN) 0000 0001 1755 805X · SBN BCTV000882 · LCCN (EN) n87813512 · GND (DE) 1055266755 · BNF (FR) cb104144991 (data) |